# Murallas de Aviñón
Las murallas de Aviñón (en francés, Remparts, esto es, murallas, defensas) es un antiguo recinto murario de la ciudad de Aviñón (Francia). Forma parte del Patrimonio de la Humanidad desde el año 1995, junto con el Palacio de los Papas, la catedral, el Petit Palais y puente sobre el Ródano.
Se encuentran en buen estado de conservación, representando uno de los mejores ejemplos que quedan de fortificaciones medievales. Fueron construidas por los papas en el siglo XIV. Pueden verse 39 torres macizas y varias puertas, tres de las cuales son del siglo XIV. Las murallas fueron varias veces reconstruidas y reforzadas en los siglos posteriores, habiéndose restaurado en el siglo XIX bajo la dirección de Viollet-le-Duc. 
El conjunto de defensas de la ciudad se encuentran en el lado septentrional de la llamada Rocher des Doms, o promontorio rocoso sobre el Ródano en el que se encuentra el Palacio de los Papas y la catedral. Entre sus torres, destacan la llamada Tour des Chiens («Torre de los perros») y la Tour du Chatelet, que domina el acceso al puente de Saint Bénézet.